# Richard Hurndall
Richard Gibbon Hurndall (* 3. November 1910 in Darlington; † 13. April 1984 in Camden) war ein englischer Schauspieler.

## Karriere

### BBC Radio
Hurndall wurde in Darlington geboren und besuchte die Claremont Preparatory School Darlington und anschließend das Scarborough College, bevor er als Schauspieler an der Royal Academy of Dramatic Arts ausgebildet wurde. Seit 1930 arbeitete er als Schauspieler. Er trat bei der Royal Shakespeare Company in Stratford-upon-Avon auf. Hurndall war von 1949 bis 1952 Mitglied bei der BBC Radio Drama Repertory Company. Im Jahr 1959 spielte er Sherlock Holmes in einer fünfstimmigen Adaption von The Sign of Four. Er spielte weiterhin bis etwa 1980 im BBC-Radio, oft in Hauptrollen.

### Radio Luxemburg
Im Jahr 1958 wurde er der dritte Moderator des Radio-Luxemburg-Programms namens This I Believe. (Diese Show wurde ursprünglich von Edward R. Murrow im US-amerikanischen CBS Radio Network von 1951 bis 1955 moderiert und wurde dann in London für die Wiederholungssendung auf Radio-Luxemburgs Wellenlänge 208 im britischen Stil aufgenommen.)

### Doctor Who
Anlässlich des 20-jährigen Jubiläums der BBC-Science-Fiction-Fernsehserie Doctor Who plante der Produzent John Nathan-Turner im Jahre 1983 die neunzigminütige Episode The Five Doctors mit den fünf Schauspielern, die diese Rolle zuvor gespielt hatten. William Hartnell, die Erstbesetzung der Rolle, war jedoch 1975 verstorben. Der inoffizielle Fanberater der Show, Ian Levine, hatte Hurndall in Blake’s 7  gesehen und ihn den Produzenten als möglichen Ersatz vorgeschlagen. Als Tom Baker die Rolle des vierten Doktors nicht übernehmen wollte, wurde Hurndalls Rolle erweitert, um dies auszugleichen.
Hurndall verstarb ein halbes Jahr nach der Erstausstrahlung an einem Herzinfarkt.

## Filmografie (Auswahl)
- 1968: Mit Schirm, Charme und Melone (The Avengers; Fernsehserie, 1 Folge)
- 1970: Callan (Fernsehserie, 1 Folge)
- 1971: Die 2 (The Persuaders!; Fernsehserie, 1 Folge)
- 1971: Paul Temple (Fernsehserie, 1 Folge)
- 1971: Zeppelin – Das fliegende Schiff (Zeppelin)
- 1971: I, Monster
- 1972: Die Onedin-Linie (The Onedin Line; Fernsehserie, 1 Folge)
- 1972: Jason King (Fernsehserie, 1 Folge)
- 1972: Die große Liebe der Lady Caroline (Lady Caroline Lamb)
- 1972–1973: Krieg und Frieden (War and Peace; Fernsehserie, 3 Folgen)
- 1972–1977: Van der Valk (Fernsehserie, 2 Folgen)
- 1973: Sir Gawain und der grüne Ritter (Sir Gawain and the Green Knight)
- 1974: Kein Pardon für Schutzengel (The Protectors; Fernsehserie, 1 Folge)
- 1975: Royal Flash
- 1977: Der Prinz und der Bettler (The Prince and the Pauper)
- 1981: Blake’s 7 (Fernsehserie, 1 Folge)
- 1983: Doctor Who – Die fünf Doktoren (The Five Doctors; Fernsehserie, 1 Folge)
- 1983: Jim Bergerac ermittelt (Bergerac; Fernsehserie, 1 Folge)